# Perifetes
Perifetes (en grec antic Περιφήτης), va ser, d'acord amb la mitologia grega, un bandit, fill d'Hefest i d'Anticlea.
Aquest Perifetes vivia a Epidaure. Tenia les cames dèbils i per caminar s'aguantava amb una maça (o una crossa) de bronze. Amb aquesta arma assaltava i matava els viatgers que passaven per la seva porta camí d'Eleusis. Teseu el va trobar en el seu viatge de tornada a l'Àtica i el matà amb la seua mateixa arma. Aquesta maça Teseu se la va quedar per a ell.